# Ryan Reid (giocatore di baseball)
Ryan Allen Reid (Portland, 24 aprile 1985) è un giocatore di baseball statunitense, free agent dal 2015.

## Minor League
Rice fu selezionato al settimo giro del draft amatoriale del 2006 come 199a scelta dai Tampa Bay Devil Rays. Nello stesso anno con gli Hudson Valley Renegades A-, chiuse con una vittoria e 9 sconfitte, 6.24 di ERA e .282 alla battuta contro di lui in 15 partite di cui 12 da partente (53.1 inning). Nel 2007 con i Columbus Catfish A finì con 6 vittorie e 5 sconfitte, 2.97 di ERA, 10 salvezze su 13 opportunità e .216 alla battuta contro di lui in 39 partite (72.2 inning).
Nel 2008 giocò con due squadre finendo con 8 vittorie e 4 sconfitte, 2.91 di ERA, 12 salvezze e .196 alla battuta contro di lui in 52 partite (77.1 inning). Nel 2009 con i Montgomery Biscuits AA finì con nessuna vittoria e una sconfitta, 4.17 di ERA, una salvezza in 2 opportunità e .291 alla battuta contro di lui in 42 partite (58.1 inning).
Nel 2010 con i Biscuits finì con 3 vittorie e altrettante sconfitte, 3.98 di ERA, 2 salvezze su 5 opportunità e .258 alla battuta contro di lui in 43 partite (72.1 inning). Nel 2011 giocò con due squadre finendo con 3 vittorie e una sconfitta, 5.05 di ERA, una salvezza e .299 alla battuta contro di lui in 35 partite di cui 5 da partente (71.1 inning).
Nel 2012 con i Durham Bulls AAA finì con 6 vittorie e 3 sconfitte, 3.52 di ERA, una salvezza su 2 opportunità e .248 alla battuta contro di lui in 46 partite di cui 3 da partente (79.1 inning). Nel 2013 con gli Indianapolis Indians AAA finì con 7 vittorie e 2 sconfitte, 2.73 di ERA, 2 salvezze su 4 opportunità e .223 alla battuta contro di lui in 36 partite (59.1 inning). Il 23 dicembre venne preso dagli svincolati dai New York Mets, finendo nelle Minor League.

## Major League

### Pittsburgh Pirates (2013)
Dopo esser diventato free agent il 3 novembre 2012, l'8 dello stesso mese firmò con i Pittsburgh Pirates. Il 3 giugno 2013 debuttò nella MLB contro gli Atlanta Braves, chiudendo la sua prima stagione con nessuna vittoria o sconfitta, 1.64 di ERA, una salvezza su 2 opportunità e .231 alla battuta contro di lui in 7 partite (11.0 inning).

## Stili di lancio
Reid attualmente effettua 4 tipi di lanci:
- Principalmente una Sinker (93 miglia orarie di media) e una Slider (86 mph di media)
- Qualche volta una Fourseam Fastball (93 mph di media)
- Raramente una Change (87 mph di media).

## Vittorie
- Nessuna

## Premi
- Mid-Season All-Star della Florida State League (2008)
- Arizona Fall League Rising Stars (2008).

## Numeri di maglia indossati
- 43 con i Pittsburgh Pirates (2013).